# Смычка (Пензенская область)
Смы́чка — посёлок в Городищенском районе Пензенской области России. Входит в состав Среднеелюзанского сельсовета.

## География
Посёлок находится в восточной части Пензенской области, в лесостепной зоне, на левом берегу реки Сура, на расстоянии примерно 27 км (по прямой) к юго-востоку от города Городище, административного центра района. Абсолютная высота — 238 м над уровнем моря.
Климат
Климат характеризуется как континентальный, с холодной зимой и жарким летом. Среднегодовая температура — 3,1 °C. Средняя температура воздуха самого холодного месяца (января) составляет −12,9 °C; самого тёплого месяца (июля) — 19 °C. Годовое количество атмосферных осадков — 673 мм, из которых 415 мм выпадает в период с апреля по октябрь. Снежный покров держится в среднем 146 дней.

## Население
| 2010 | 2021 |
| ---- | ---- |
| 10   | ↘4   |

Половой состав
По данным Всероссийской переписи населения 2010 года в гендерной структуре населения мужчины составляли 70 %, женщины — соответственно 30 %.
Национальный состав
Согласно результатам переписи 2002 года, в национальной структуре населения татары составляли 65 % из 83 чел., русские — 28 %.